# Féroce
Pour plus de détails, voir Fiche technique et Distribution.
Féroce est un film français réalisé par Gilles de Maistre, tourné en 2000 et sorti en 2002.

## Synopsis
Par vengeance, Alain décide de tuer Hugues-Henri Lègle, le chef d'un parti politique d'extrême droite, la Ligue patriotique. Il se fait alors engager comme garde du corps de Lègle. Il lui sauve la vie et prépare les fiançailles avec la fille du chef, mais se prend au jeu du pouvoir et finit par ne plus avoir la volonté d'accomplir sa mission.

## Fiche technique
Sauf indication contraire, les informations mentionnées dans cette section peuvent être confirmées par la base de données cinématographiques IMDb,  présente dans la section « Liens externes ».
- Titre original : Féroce
- Titre international : Ferocious[2]
- Réalisation : Gilles de Maistre
- Scénario : Christophe Graizon, adapté par Gilles de Maistre
- Musique : Joey Starr et DJ Spank
- Décors : David D'Aquaro
- Costumes : Valérie Adda
- Photographie : Thierry Deschamp
- Son : Hervé Buirette, François Groult, Emmanuel Guionet
- Montage : Brian Schmitt
- Production : Jérôme Cornuau, Miguel Courtois et Gilles de Maistre
- Sociétés de production[3] : Tétra Média, Canal+ et le CNC
- Sociétés de distribution : Eurozoom
- Budget : 5,2 millions d’ €[4]
- Pays de production :  France
- Langue originale : français
- Format[5] : couleur - 35 mm - 1,85:1 (Panavision) - son Dolby SR
- Genre : drame
- Durée : 97 minutes
- Date de sortie[2] :
  - France : 17 avril 2002
- Classification :
  - France : tous publics[6]
  - Belgique : tous publics (Alle Leeftijden)[1]

## Distribution
- Samy Naceri : Alain
- Jean-Marc Thibault : Hugues-Henry Lègle, le chef
- Bernard Le Coq : Jacques Cervois
- Claire Keim : Lucie Lègle
- François Berléand : Inspecteur de police
- Philippe Magnan : Trabile
- Nils Tavernier : Jean Delhomme, le journaliste
- Alika Del Sol : Amina
- Jocelyn Quivrin : Clément
- Dominique Guillo : Debourguen
- Elsa Zylberstein : Zébulon, la conseillère en communication
- Antonio Ferreira : Hubert
- Josselin Siassia : Honoré, le cuisinier noir
- Younesse Boudache : Moktar
- Bibi Naceri : un des hommes de main de Cervois
- Mostéfa Stiti : Le père d'Alain

## Distinctions

### Nominations
- Festival international du film du Caire 2002 : nommé à la Pyramide d'Or pour Gilles de Maistre[7].

## Polémique
Le film fait parler de lui pour sortir à quelques jours du premier tour de l'élection présidentielle de 2002, alors que Jean-Marie Le Pen remonte dans les sondages.
C'est d'ailleurs le candidat FN ainsi que sa fille, directrice de campagne, qui s'opposent au film, y voyant dans le rôle de Lègle une allusion au candidat — niée par le réalisateur et l'acteur — et dénoncent que le long-métrage diffuse un appel au meurtre ainsi qu'un scénario diffamatoire pour affaiblir le parti. Les Le Pen demandèrent le report de la sortie au 17 juin, après les élections législatives, le tribunal de grande instance de Paris refuse,.
Le 18 avril, après la sortie du film, Jean-Marie Le Pen déclare y voir « le plus extraordinaire navet que j'ai vu de ma vie […] Propagandastaffel politique socialiste » et dénonce le favoritisme engagé du film à travers l'acteur Jean-Marc Thibault, beau-frère de Lionel Jospin, un de ses adversaires politiques.